# Ерлензе
Ерлензе (нім. Erlensee) — сільська громада в Німеччині, знаходиться в землі Гессен. Підпорядковується адміністративному округу Дармштадт. Входить до складу району Майн-Кінціг.
Площа — 18,59 км2. Населення становить 15 428 ос. (станом на 31 грудня 2020).